# Iván Felipe Silva
Iván Felipe Silva Morales (Matanzas, 8 de febrero de 1996) es un deportista cubano que compite en judo.
Ganó una medalla en el Campeonato Mundial de Judo de 2018 y ocho medallas en el Campeonato Panamericano de Judo entre los años 2014 y 2024. En los Juegos Panamericanos consiguió cuatro medallas entre los años 2015 y 2023.

## Palmarés internacional
| Campeonato Mundial      | Campeonato Mundial        | Campeonato Mundial | Campeonato Mundial |
| Año                     | Lugar                     | Medalla            | Categoría          |
| ----------------------- | ------------------------- | ------------------ | ------------------ |
| 2018                    | Bakú (Azerbaiyán)         | Medalla de plata   | –90 kg             |
| Juegos Panamericanos    |                           |                    |                    |
| Año                     | Lugar                     | Medalla            | Categoría          |
| 2015                    | Toronto (Canadá)          | Medalla de plata   | –81 kg             |
| 2019                    | Lima (Perú)               | Medalla de oro     | –90 kg             |
| 2023                    | Santiago (Chile)          | Medalla de oro     | –90 kg             |
| 2023                    | Santiago (Chile)          | Medalla de oro     | Equipo mixto       |
| Campeonato Panamericano |                           |                    |                    |
| Año                     | Lugar                     | Medalla            | Categoría          |
| 2014                    | Guayaquil (Ecuador)       | Medalla de bronce  | –81 kg             |
| 2016                    | La Habana (Cuba)          | Medalla de bronce  | –81 kg             |
| 2017                    | Ciudad de Panamá (Panamá) | Medalla de oro     | –90 kg             |
| 2018                    | San José (Costa Rica)     | Medalla de oro     | –90 kg             |
| 2019                    | Lima (Perú)               | Medalla de oro     | –90 kg             |
| 2020                    | Guadalajara (México)      | Medalla de oro     | –90 kg             |
| 2022                    | Lima (Perú)               | Medalla de oro     | –90 kg             |
| 2024                    | Río de Janeiro (Brasil)   | Medalla de bronce  | –90 kg             |